# الغبرا
الغبرا هي إحدى القرى اللبنانية من قرى قضاء راشيا في محافظة البقاع.
والتسمية نسبة للون التربة التي تميل إلى لون الغبار. والغبرا باللغة المحكية اللبنانية تعني الغبار.